# Festungsgebiet Gotthard

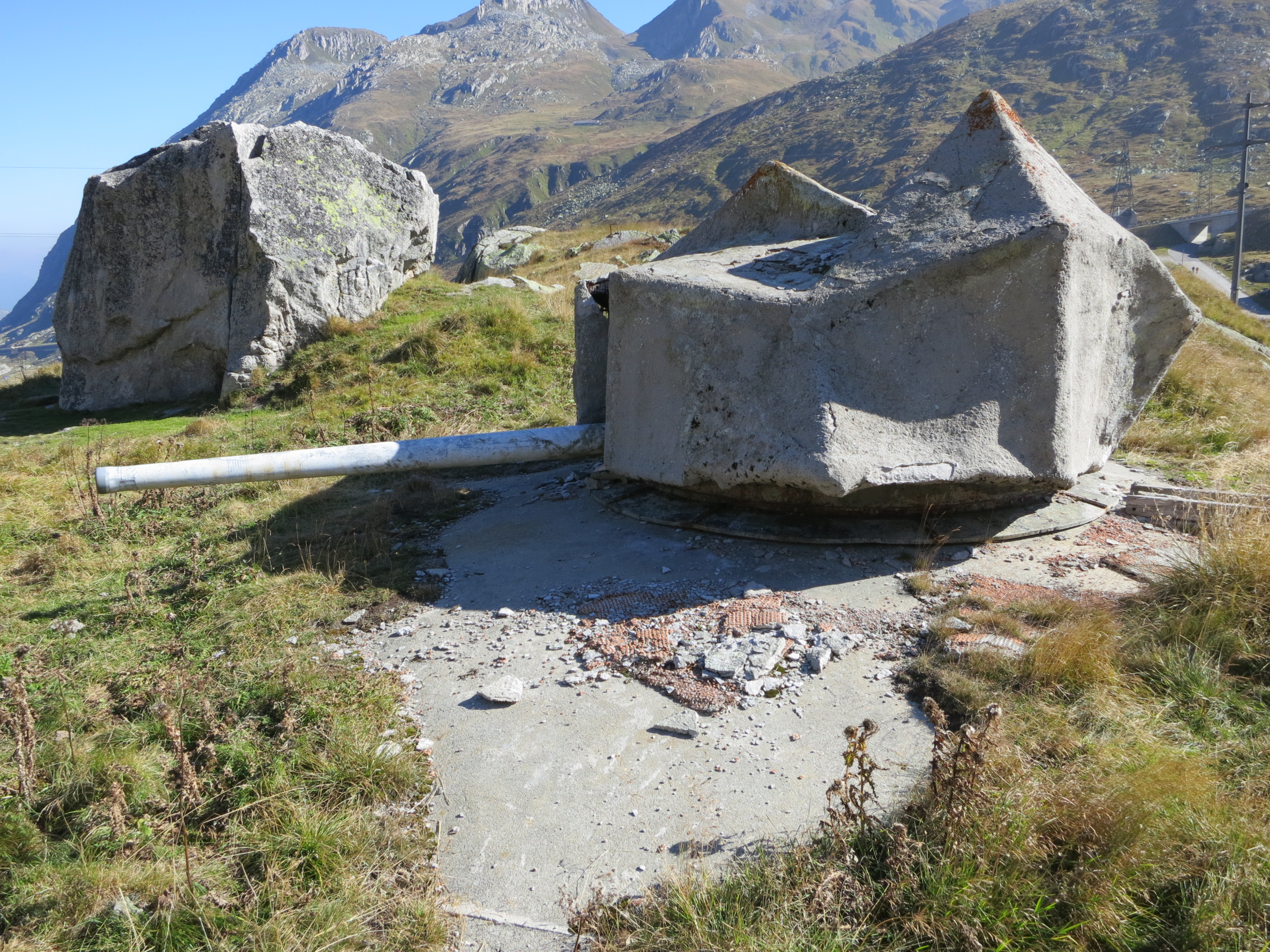
Artilleriewerk San Carlo

Das Festungsgebiet Gotthard gehörte zusammen mit den Festungen Saint-Maurice und Sargans zu den drei grossen Festungsräumen der Schweizer Armee im Reduit-Verteidigungsdispositiv des Zweiten Weltkriegs und fortdauernd während des Kalten Krieges.

## Vorgeschichte
Erst mit der Gangbarmachung der Schöllenen gegen Ende des 12. Jahrhunderts begann der Gotthard als kürzeste Verbindung zwischen Deutschland und Italien die Begehrlichkeiten der Mächtigen des Tieflandes zu wecken. Vorher waren die Bündnerpässe im Osten und der Grosse St. Bernhard im Westen die bevorzugten Alpenübergänge. Die Eidgenossen konnten den Zugriff der Habsburger auf die Gotthardstrasse verhindern, indem sie Freiheitsbriefe erwarben und die Habsburger in der Schlacht am Morgarten besiegten. Im Zuge der Ennetbirgischen Feldzüge hatten sich die Eidgenossen mit der Eroberung des Tessins auch den südlichen Gotthardzugang gesichert und hatten den Pass fest in der Hand. Dieser spielte bis in die frühe Neuzeit militärisch keine grosse Rolle. 1604–1625 diente der camino Suizo für die spanischen Truppen als Verbindungsroute zwischen Mailand und den Niederlanden. Nur im Zweiten Koalitionskrieg 1799 und während des Sonderbundskrieges kam es zu kriegerischen Auseinandersetzungen am Gotthard.
Vor 1860 hatten die schweizerischen Befestigungen im Rahmen des Territoriumschutzes die Haupteingänge der Alpentransversalen zu sichern. Dies entsprach der Pariser Akte des Wiener Kongresses von 1815, worin die Rolle der Schweiz als Hüterin der Alpenpässe festgelegt worden war. Dazu gehörte auch die 1853–1854 erstellte Dufour-Sperre bei Bellinzona am Zubringer zur Süd-Nord-Achse über den Gotthard.

## Festungsraum und strategische Lage

Schweizer Autobahnen

Das Gotthardmassiv nimmt als Knotenpunkt mit seinem Fluss- und Passsystem mitten in Europa eine Zentralstellung ein. Es bildet die Europäische Hauptwasserscheide zwischen Mittelmeer und Nordsee.
Der Festungsraum der Gotthardfestung umfasst sechs seit dem 19. Jahrhundert befahrbare hohe Alpenpässe; das sind in Nord-Süd-Richtung von West nach Ost: Grimsel/Nufenen (1969 ausgebaut), Gotthard, Lukmanier, sodann in Ost-West-Richtung: Oberalp/Furka als komplette Traverse sowie der Sustenpass als inneralpiner Übergang (zur Fahrstrasse ausgebaut während des Zweiten Weltkriegs). Dazu kommen die Eisenbahnachsen mit ihren wintersicheren Galerien und Tunnels Gotthard (Scheiteltunnel 1882, Basistunnel 2016), Furka (Scheiteltunnel 1925, Basistunnel 1982) in die vier Himmelsrichtungen und der Gotthard-Strassentunnel (1980). Nur die Gotthardachse, die in Nord-Süd-Richtung über das Gotthardmassiv oder unter ihm hindurch führt, ist verkehrstechnisch bedeutend; sie stellt die kürzeste Verbindung durch die Zentralalpen dar (NEAT).
Mit dem Ausbau des Strassennetzes über den Gotthard (1830) und im Gotthardraum (1860er Jahre: Axenstrasse, Furka- und Oberalppass) und vor allem dem Bahntunnel (1882) nahm die strategische Bedeutung massiv zu und damit die potentielle Gefahr eines militärischen Durchmarsches durch die unbefestigte direkteste Nord-Süd-Verbindung der Alpen angesichts der politischen Konstellation in Europa (deutsche und italienische Einheit).
Aufgrund der strategischen Lage mussten schwerpunktmässig die Übergänge aus dem Tessin in den zentralen Alpenraum gesperrt werden können. Dazu brauchte es infanteristische und artilleristische Mittel zur Sperrung der Gotthardachse, der West-Ost-Verbindung über den Furka- und Oberalppass sowie der übrigen Zugänge in den Gotthardraum (Grimsel-, Susten-, Nufenen-, Lukmanierpass). Der als Führungs- und Nachschubzentrum genutzte Grossraum Andermatt musste geschützt werden.
Der Gotthardfestungsraum der Gotthardbrigade als Teil der Festungstruppen erstreckte sich über die Kantone Bern, Graubünden, Tessin, Uri und Wallis. Mit Bundesratsbeschluss vom 1. März 1892 wurden die Truppen für die Sicherheitsbesatzung am Gotthard festgelegt. Der erste grosse Truppenverband im Raum der späteren Festungsbrigade 23 (Truppenordnung 51) war die sogenannte St. Gotthardbefestigung, die später in Festungsbesatzung St. Gotthard und anschliessend in Gotthardbesatzung umbenannt wurde.

## 19. Jahrhundert

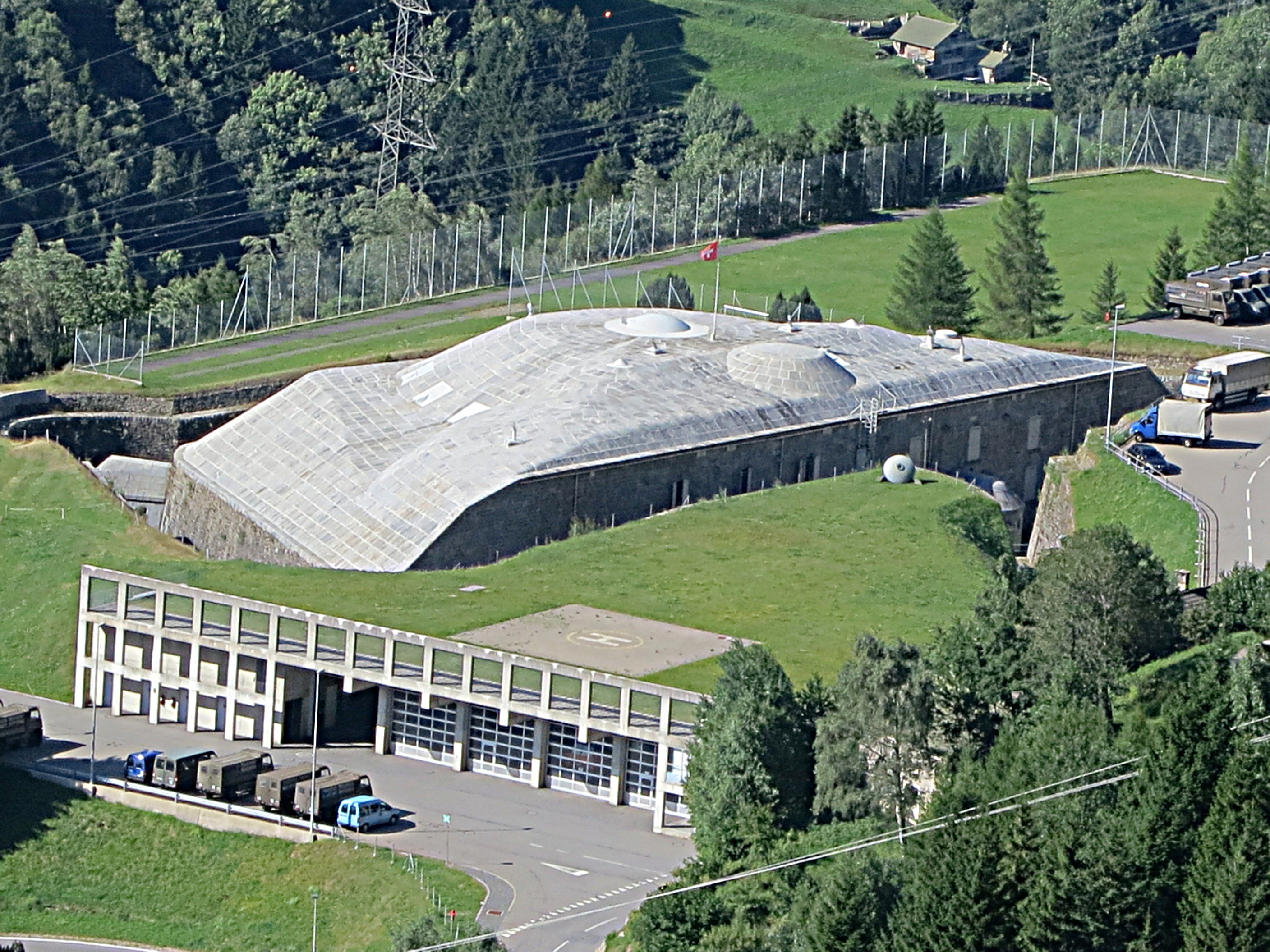
Forte Airolo (2013)

Der Bau der ersten Gotthardfestung, dem Forte Airolo von 1887 bis 1890 hängt eng mit dem 1882 eingeweihten Eisenbahntunnel zusammen. Das Fort hatte die Aufgabe, den Gotthardtunnel, die Gotthardstrasse gegen Süden und die Strasse ins Val Bedretto zu schützen. Zur Sicherung der Nord-Süd-Verbindung wurden in den 1890er Jahren oberhalb Airolo (Festung Motto Bartola) und auf der Gotthardpasshöhe (Fort Hospiz) zwei weitere Festungen erstellt, laufend ausgebaut und modernisiert.
Gegen Ende des 19. Jahrhunderts wurde mit den drei Artilleriewerken Fort Stöckli, Fort Bäzberg und Fort Bühl die «Zitadelle» Andermatt errichtet, um den Furkapass, den Oberalppass und den Gotthardpass als Aussenpositionen zu sperren und nur für schweizerische Truppenbewegungen offen zu halten.

## Erster Weltkrieg und Zwischenkriegszeit

Generalstabschef von Sprecher im Gespräch mit dem Kommandanten der St. Gotthard Befestigungen Oberst Dietler

Während der Grenzbesetzung 1914–1918 wurden aufgrund des Neutralitätsrechts (Haager Abkommen von 1907) vor allem die Grenzbefestigungen in den Schlüsselräumen Nord, West und Süd (Fortifikation Hauenstein, Fortifikation Murten und Fortifikation Bellinzona) ausgebaut. Die Festungen im Gotthardraum wurden den neuen militärtechnischen Entwicklungen angepasst und weiter ausgebaut.
Die politischen Ereignisse in Deutschland und Italien machten eine Verstärkung der Gotthardbefestigungen notwendig. 1929 hatte Italien eine Strasse auf den San Giacomopass gebaut, der sich in nur 14 Kilometer Entfernung (Luftlinie) vom Südportal des Gotthard-Eisenbahntunnels in Airolo befindet. Um dieser Bedrohung zu begegnen, baute die Schweizer Armee von 1935 bis 1939 im Bedrettotal das Blockhaus San Giacomo, das Artilleriewerk Grandinagia und den Artilleriebunker Manegorio.
Mit der Truppenordnung 1938 (TO 36/38) wurden drei neue Divisionen (7, 8, 9) und 11 Grenzbrigaden (Gz Br) geschaffen sowie die Gotthard-Festungstruppen als Gebirgsbrigade 9 in die 9. Division eingegliedert. Aus der 5. Division entstand die 9. Division, die den Gotthard zu halten (Gebirgsbrigade 9) und im Tessin (Grenzbrigade 9) zu kämpfen hatte.
Auf dem Gotthardpass wurde 1938 mit dem Bau des Artilleriewerks San Carlo als Prototyp einer neuen Generation von Festungen mit zwei 10,5-cm-Panzertürmen Modell 39 L52 begonnen.

## Zweiter Weltkrieg

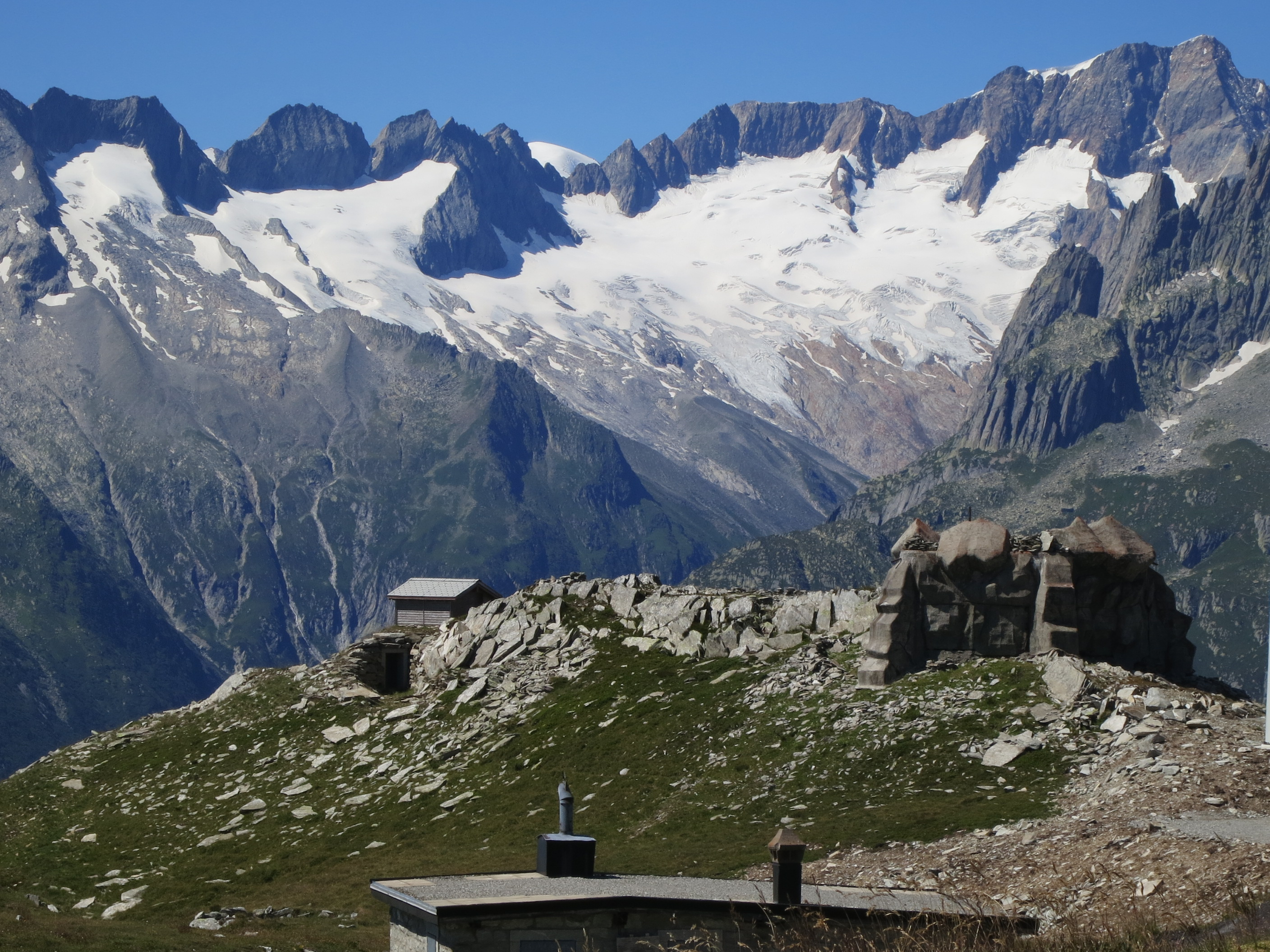
Artilleriewerk Gütsch

Ihren Höhepunkt erreichte die Verteidigungsstrategie der Alpenfestungen während des Zweiten Weltkriegs als Rückgrat des Réduit, welches den Gotthardraum ins Zentrum des Abwehrdispositives rückte.
Ab 1939 wurde mit dem Bau der Festung Sargans, dem dritten Schweizer Festungsraum begonnen, die auch die Aufgabe hatte, zu verhindern, dass die bisher wenig geschützte Ostflanke der Festung Gotthard vom Gegner eingedrückt werden konnte. Im Schlüsselraum Süd wurde 1939 mit dem Bau der wichtigen Festungslinie Lona-Mondascia südlich von Biasca begonnen.
1940 wurde ob Airolo die Festung Foppa Grande, 1941 auf der Gotthardpasshöhe die mit vier 15-cm-Kanonen bestückte Festung Sasso da Pigna und 1942 ob Andermatt die Festung Gütsch, die damals höchstgelegene Festung Europas, vollendet.
Im westlichen Verteidigungsraum der Gotthardfestung wurden 1943 am Furkapass das Artilleriewerk Fuchsegg und ob dem Grimsel Hospiz das grosse Artilleriewerk Grimsel erstellt.
General Guisan erwähnte die Bedeutung der Befestigungsbauten in seinem Bericht über den Aktivdienst 1939–1945:

„Ich bin überzeugt, dass unsere Befestigungsbauten etwa von 1943 an in deutschen Plänen eine bedeutende Rolle gespielt haben, und es ist wahrscheinlich, dass sie wesentlich dazu beigetragen haben, dass von einem Angriff auf die Schweiz abgesehen wurde. Die Ausgaben für die Festungsbauten haben sich deshalb gut bezahlt gemacht.“

## Kalter Krieg bis heute
Nach Kriegsende wurden die alten Festungen als Kampfanlagen aufgehoben und teilweise als Truppenunterkünfte verwendet. Während des Kalten Krieges wurden die neuen Festungen unterhalten, modernisiert und neuen Entwicklungen (neue Waffensysteme, AC-Schutz usw.) angepasst. Zusätzlich wurden moderne Unterstände (Typ U4, U12) für die Truppen gebaut.
Mit den neuen Truppenordnungen (TO 47 und 51) kam die 9. Division definitiv in das neu gegliederte 3. Armeekorps. 1947 entstand um die Gotthardfestung mit der Reduitbrigade 23 «Gotthardbrigade» (Stab Reduitbrigade 23, Festungsartillerieregiment 23, Infanterieregiment 65, Territorialregiment 81) wieder ein selbständiger Verband. 1951 (TO 51) wurde sie zur Festungsbrigade 23 umbenannt. Mit der Armee 61 wurde die 9. Division zur Gebirgsdivision 9 (Geb Div 9) unter dem umbenannten Gebirgsarmeekorps 3. In der zweisprachigen Division leisteten Wehrmänner aus 14 Kantonen ihren Dienst.
Mit dem Rüstungsprogramm 1993 wurden acht BISON-Geschützbunker auf die Festungsräume St. Maurice, Gotthard und Sargans verteilt. Jede Batterie hatte zwei Monoblockbunker mit je zwei 15,5 cm Festungskanonen 89 L52 BISON. Die Bison-Batterien konnten dank ihrer Feuerkraft und mit ihren selbstzielsuchenden Granaten den Verlust der aufgehobenen Festungen mehr als ausgleichen.

### Armee 95 und XXI
Die am 1. Januar 1995 in Kraft getretene Armeereform 95 brachte die tiefgreifendsten Veränderungen für die Festungstruppen in der ganzen Schweiz. Alle Grenz- und Reduitbrigaden wurden aufgelöst und die Festungsbrigaden mit reduzierter Truppenstärke umstrukturiert.

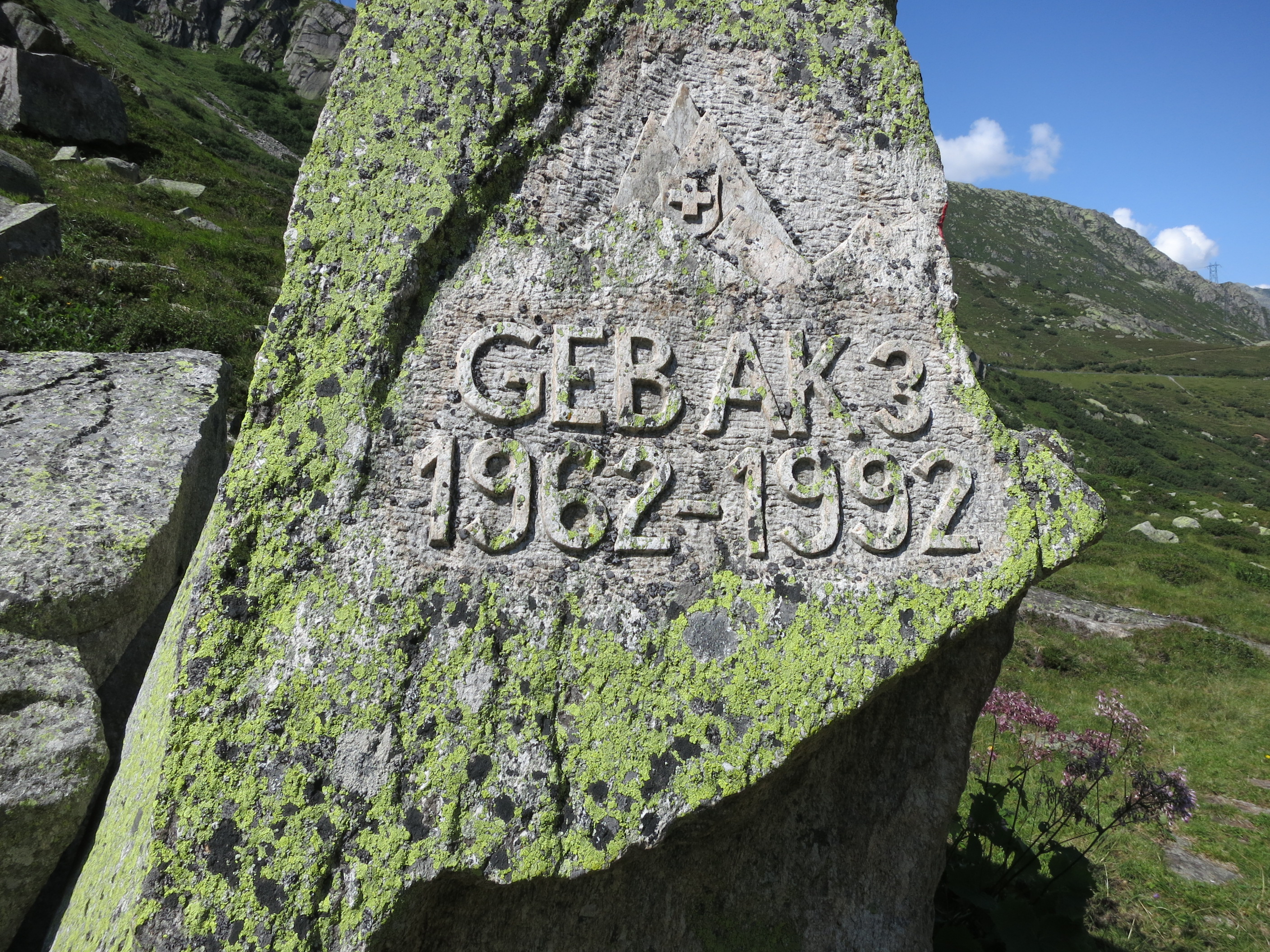
Gedenkstein Gebirgsarmeekorps 3 am Gotthardsaumweg

Mit der Neugliederung der Armee XXI wurden die Bestände 2003 massiv reduziert, daran konnten auch die neuen BISON-Batterien nichts ändern. Das Gebirgsarmeekorps, die grossen Verbände im Gotthardraum, die Gebirgsdivision 9 und die Festungsbrigade 23 wurden aufgehoben.
Im Juni 2011 wurde die Festungartillerieabteilung 13, die für alle Bison und Festungsminenwerfer zuständig war, per Bundesratsbeschluss aufgelöst.

### Gebirgsinfanteriebrigade 9
Der Auftrag der Verteidigung der Gotthardachse wurde der per 1. Januar 2004 neu gebildeten Gebirgsinfanteriebrigade 9 (Br fant mont 9) zugewiesen, allerdings ohne Festungsartillerie. Die Gebirgsinfanteriebrigade 9 wurde im Rahmen der Weiterentwicklung der Armee (WEA) per 31. Dezember 2017 aufgelöst.

## Festungen und Sperren des Festungsraums Gotthard

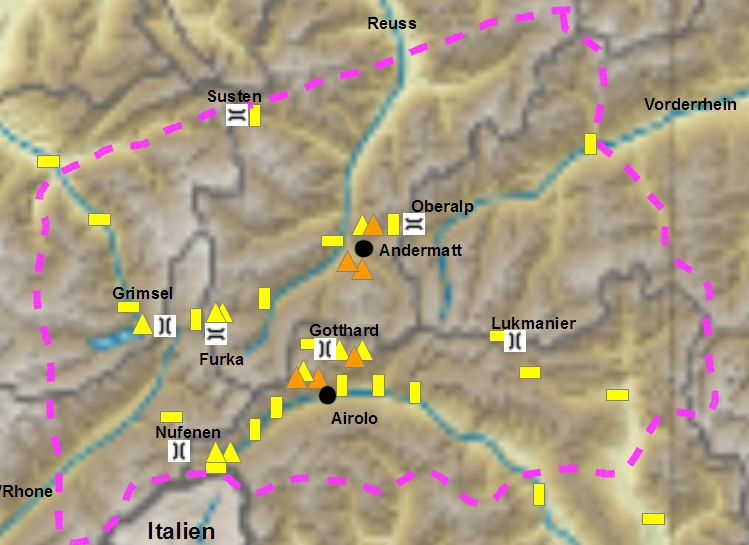
Lage des Festungsraumes (violett) sowie Artilleriewerke, und Sperren Festungsbrigade 23 (Stand 1992)

Der Festungsraum Gotthard umfasste den Einsatzraum der Festungsbrigade 23 (Gotthardgebiet, Nordtessin). Die Abschnittsgrenze zur Grenzbrigade 9 (Mittel- und Südtessin) lag auf der Linie Basòdino-Pizzo Campo Tencia-Giornico-Rheinwaldhorn. Die Anlagen sind geografisch geordnet, Sperrstellen von nationaler Bedeutung sind mit * gekennzeichnet.
- Kommandoposten Cheisten
- Kommandoposten Festungsbrigade 23
- Kommandoposten Kirchet A 1853

### Raum Nord: Andermatt (Kanton Uri)
- Artilleriewerk Fort Stöckli ⊙
- Artilleriewerk Fort Bäzberg A 8660 ⊙
- Artilleriewerk Fort Bühl A 8675 ⊙
- Artilleriewerk Festung Gütsch A 8685 ⊙
- Sperrstelle Schöllenen*
- Sperrstelle Oberalppass
- Artilleriewerk Galenhütten (Furka, oberhalb Hotel Belvédère) A 8605: 1890–1893 erbaut, zwei 12-cm- und eine 8,4-cm-Kanone, 2005–2006 renoviert, denkmalgeschützt.
- Artilleriewerk Festung Fuchsegg (Furka) A 8630 ⊙
- Artilleriewerk Isleten A 8730 ⊙

### Raum Süd: inklusive Gotthardpass (Kanton Tessin)
- Fort Hospiz
- Artilleriewerk San Carlo A 8390

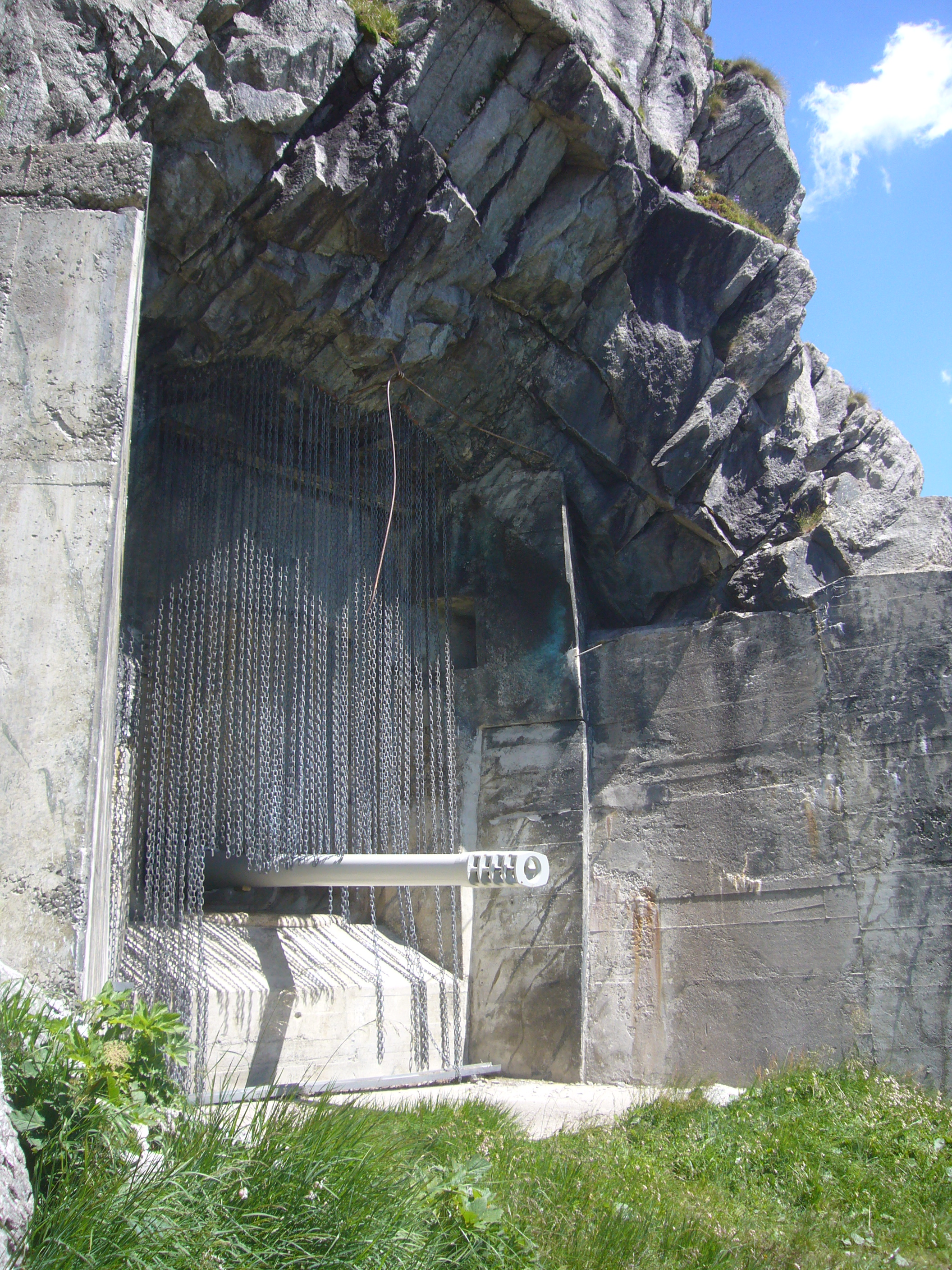
Sasso da Pigna, 15-cm-Festungskanone

- Artilleriewerk Sasso da Pigna A 8385
- Sperrstelle Gotthardpass*
- Artilleriewerk Foppa Grande A 8370
- Artilleriewerk Forte Airolo
- Artilleriewerk Festung Motto Bartola
- Artilleriewerk Stuei A 8350 (Airolo)
- Sperrstelle Fieudo (oberhalb Gotthardpass Südseite)
- Sperrstelle Airolo
- Sperrstelle Madrano Stalvedro (Airolo)
- Artilleriewerk Grandinagia (San Giacomo)
- Artilleriestellung Manegorio (San Giacomo)
- Sperrstelle San Giacomo* (Bedrettotal)
- Sperrstelle Nufenenpass
- Sperrstelle All'Acqua (Bedretto, Bedrettotal)
- Sperrstelle Bedretto
- Sperrstelle Rodi Piottino, Leventina
- Sperrstelle Varenzo (Leventina)
- Sperrstelle Biaschina (Leventina)

### Raum West: Furka, Grimsel, Susten (Kantone Bern, Wallis, Uri)

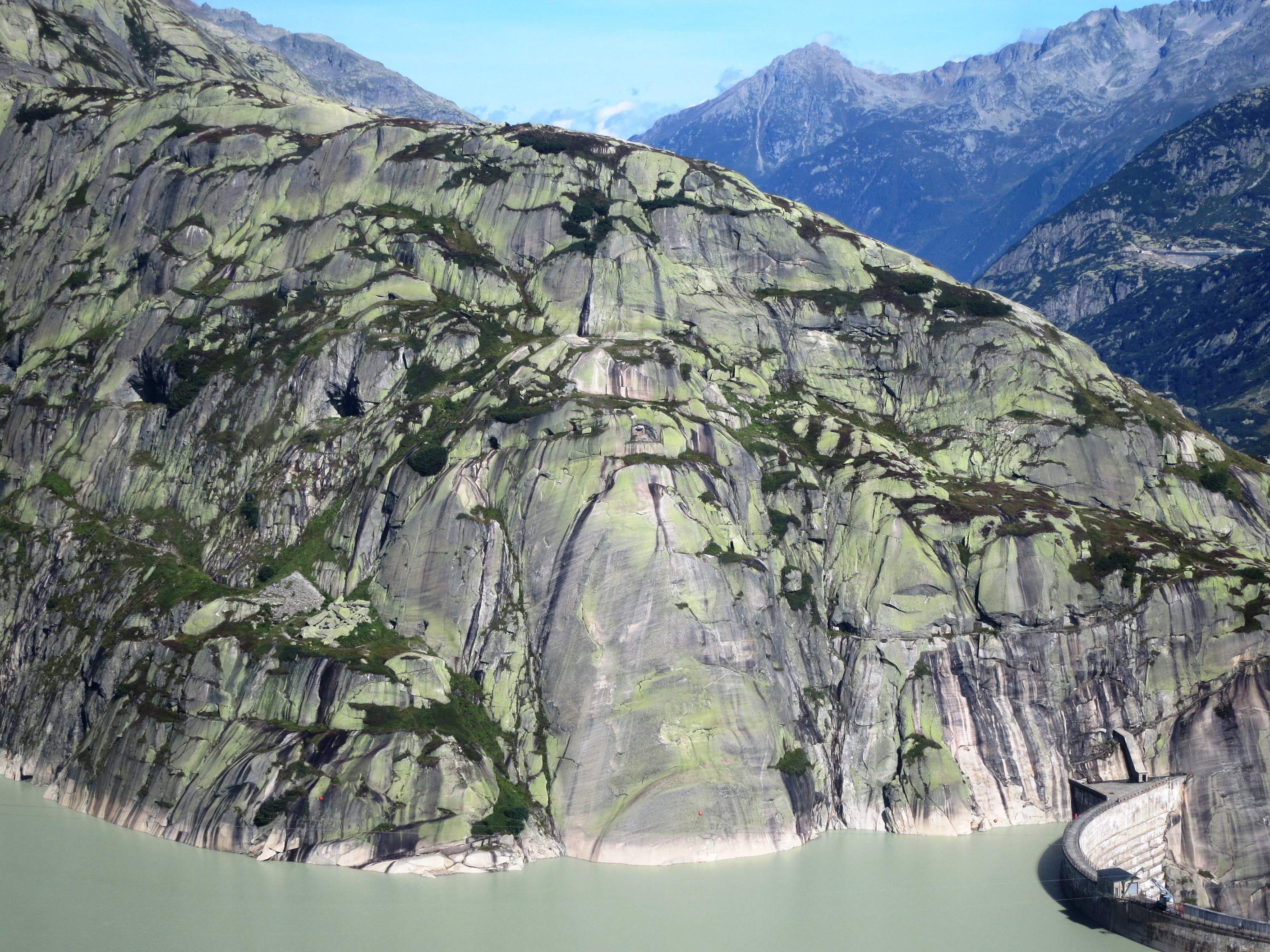
Artilleriewerk Grimsel

- Artilleriewerk Grimsel A 8900 ⊙
- Sperrstelle Gadmen
- Sperrstelle Grimselpass*
- Sperrstelle Guttannen
- Sperrstelle Innertkirchen
- Sperrstelle Niederried bei Interlaken
- Sperrstelle Sustenpass*
- Sperrstelle Furkapass
- Sperrstelle Realp
- Sperrstelle Willigen

### Raum Ost: Lukmanier (Kantone Graubünden, Tessin)

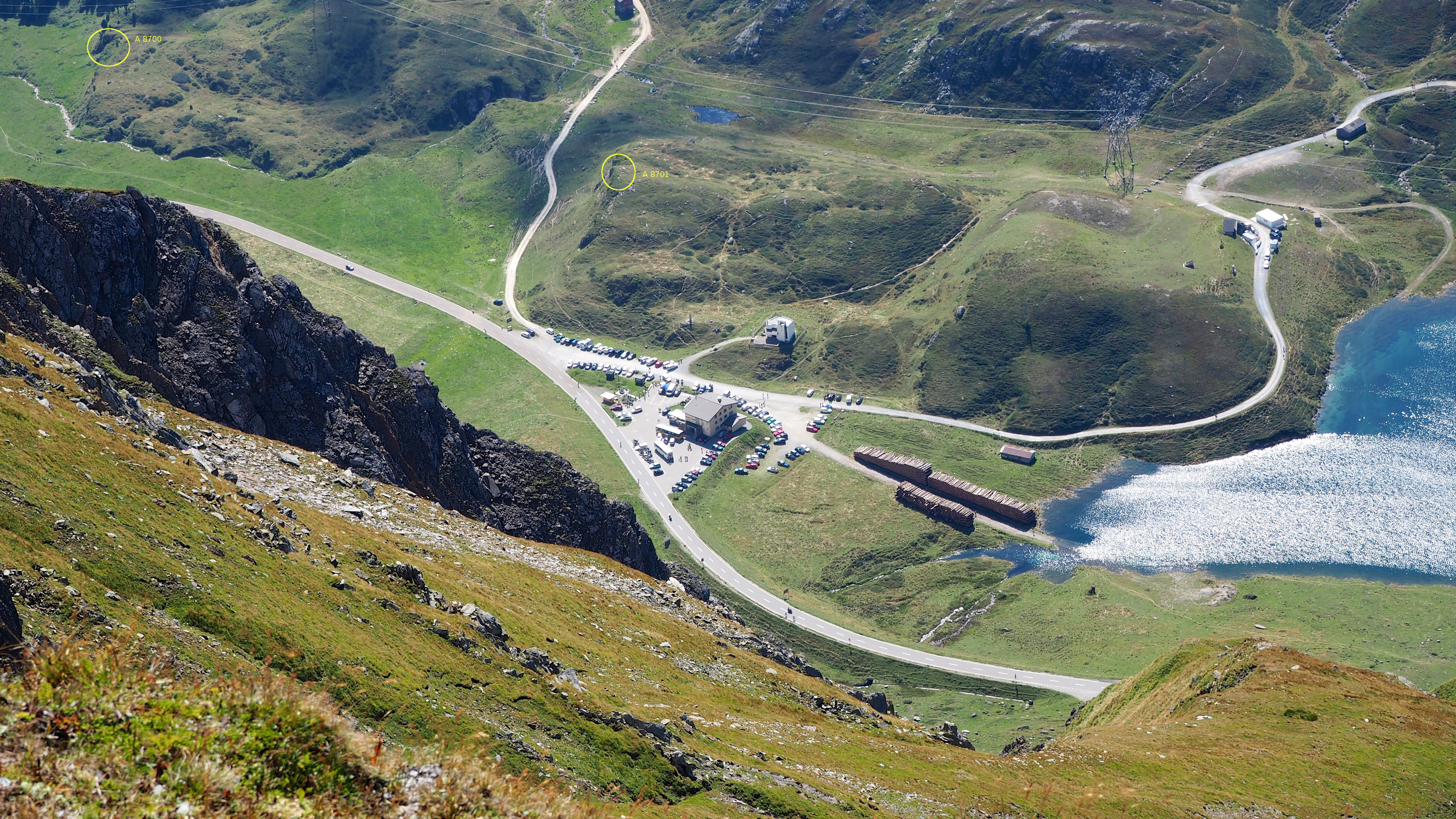
Lukmanierpass A 8700 und A 8701

- Sperrstelle Russein 2306 (Sumvitg GR)[13], Festung A 8717 "Stalusa"[14].
- Sperrstelle Lukmanier 2320 GR/TI[15]
- Sperrstelle Acquacalda TI (Lukmanier, Bleniotal)
- Sperrstelle Olivone (Bleniotal)
- Sperrstelle Motto Ludiano (Bleniotal)

### Bewaffnung mit 10,5- und 15-cm-Kanonen

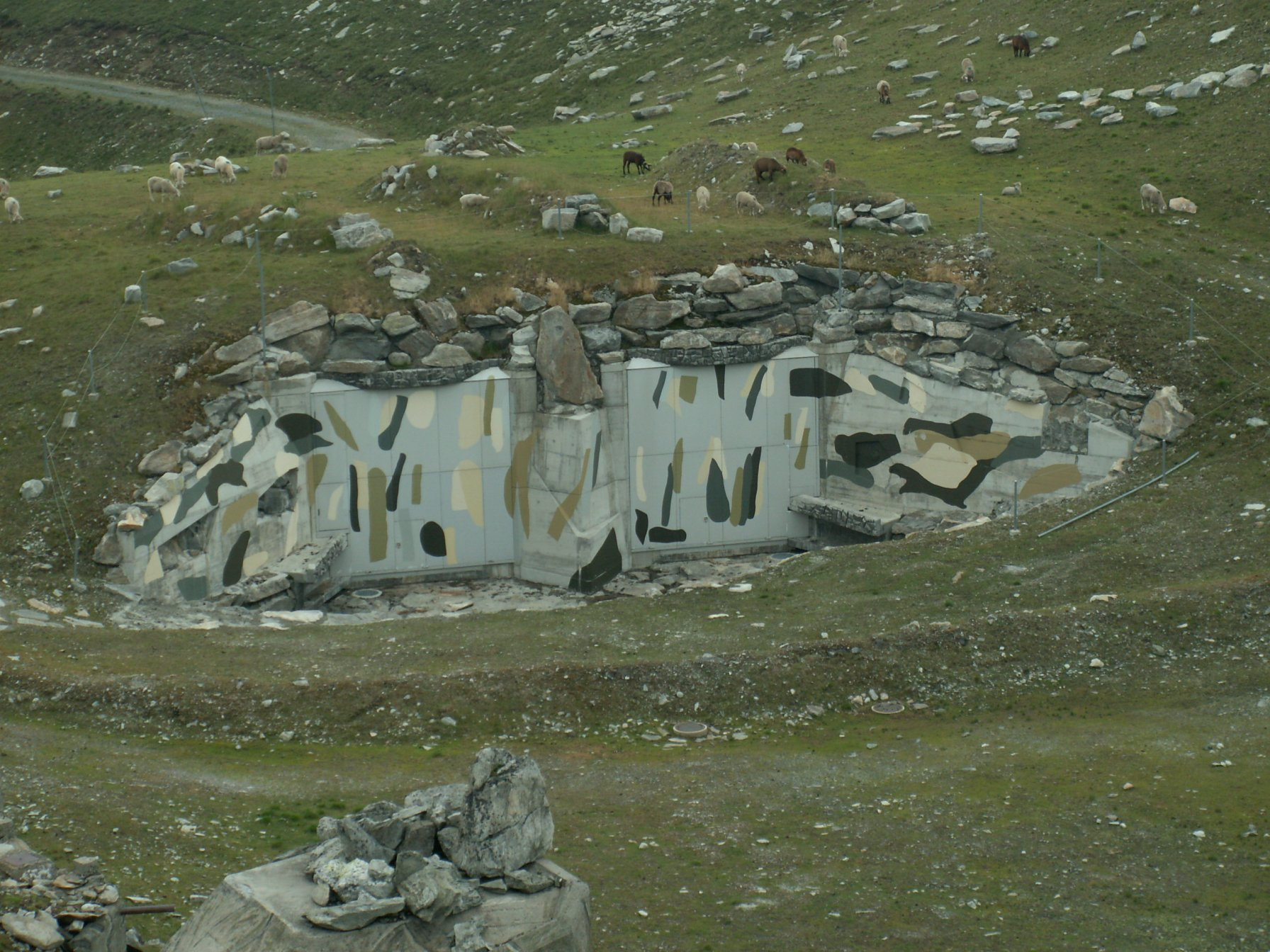
15,5 cm Festungskanone 93 L52 BISON

- Foppa Grande: eine 10,5-cm-Turmkanone 39 L52 (1939), ein 12 cm Festungsminenwerfer 1959
- Fuchsegg: vier 10,5-cm-Turmkanonen 39 L52 (1943)
- Gütsch: drei 10,5-cm-Turmkanonen 39 L52 (1943)
- Isleten: vier 10,5-cm-Festungskanonen 35/39 L42 (1944–1950)
- San Carlo: zwei 10,5-cm-Turmkanonen 39 L52 (1939)
- Sasso da Pigna: vier 15-cm-Kanonen 42 L42 HL (1944), zwei 8,1-cm-Festungsminenwerfer 1956/60
- Grimsel/Juchlichälen: sechs 15-cm-Kanonen 42 L42 HL (1944),
- 15,5-cm-Festungskanonen 89 L52 BISON (1993)

## Festungswanderweg Fortificazioni Ticinesi
Der Festungswanderweg Nr. 9 der Fortificazioni Ticinesi (ForTi) führt zu den Gotthardfestungen bis hinauf zum Gotthardpass (2106 m ü. M.). Er umfasst 14 Objekte. Sie können über zwei Bergwanderwege erreicht werden: 1. Airolo bis Gotthardpass: 10 km, Höhenunterschied 1232 m, 2. Airolo bis Forte Airolo: 2,5 km, Höhenunterschied 164 m.
- 01 Forte Airolo ⊙
- 02 Offene Artilleriestellung und Kaserme Motto Bartola B 2846 ⊙
- 03 Artilleriefort Foppa Grande A 8370 ⊙
- 04 Flankiergalerie Stuei A 8350 ⊙
- 05 Infanteriebunker Fieudo unten A 8402 ⊙
- 06 Infanteriebunker Fieudo Mitte A 8401 ⊙
- 07 Infanteriebunker Fieudo oben A 8400 ⊙
- 08 Artilleriestellungen Cassino ⊙
- 09 Panzerabwehr-Bunker Tremola Süd A 8380-A 8381 ⊙
- 10 Artilleriestellung Scara Orell ⊙
- 11 Panzerabwehr-Bunker Tremola Nord A 8382 ⊙
- 12 Hospizwerk San Gottardo B 9477 ⊙
- 13 Artilleriefort Sasso da Pigna A 8385 ⊙
- 14 Artilleriefort San Carlo A 8390 ⊙

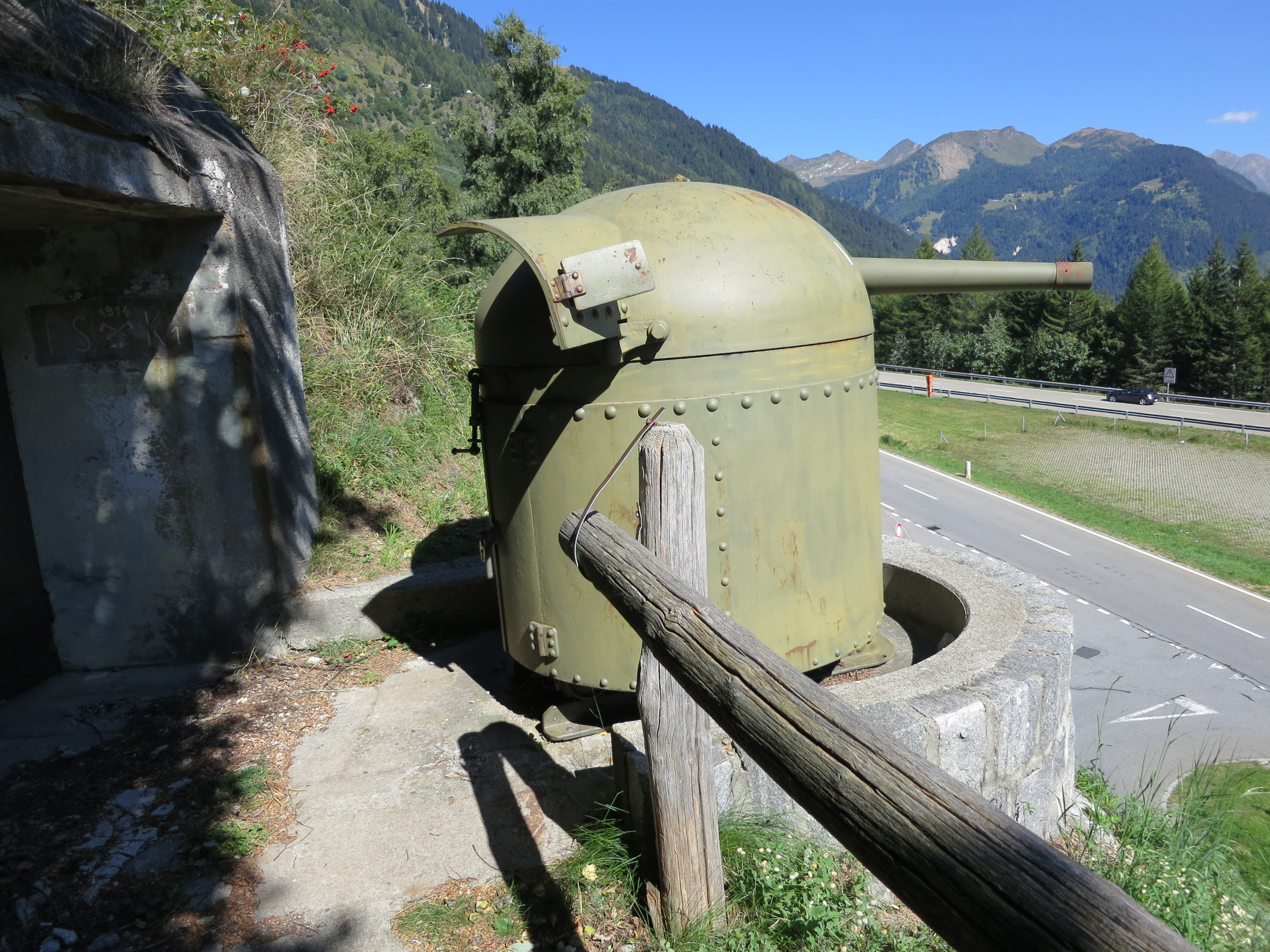
01 Forte Airolo
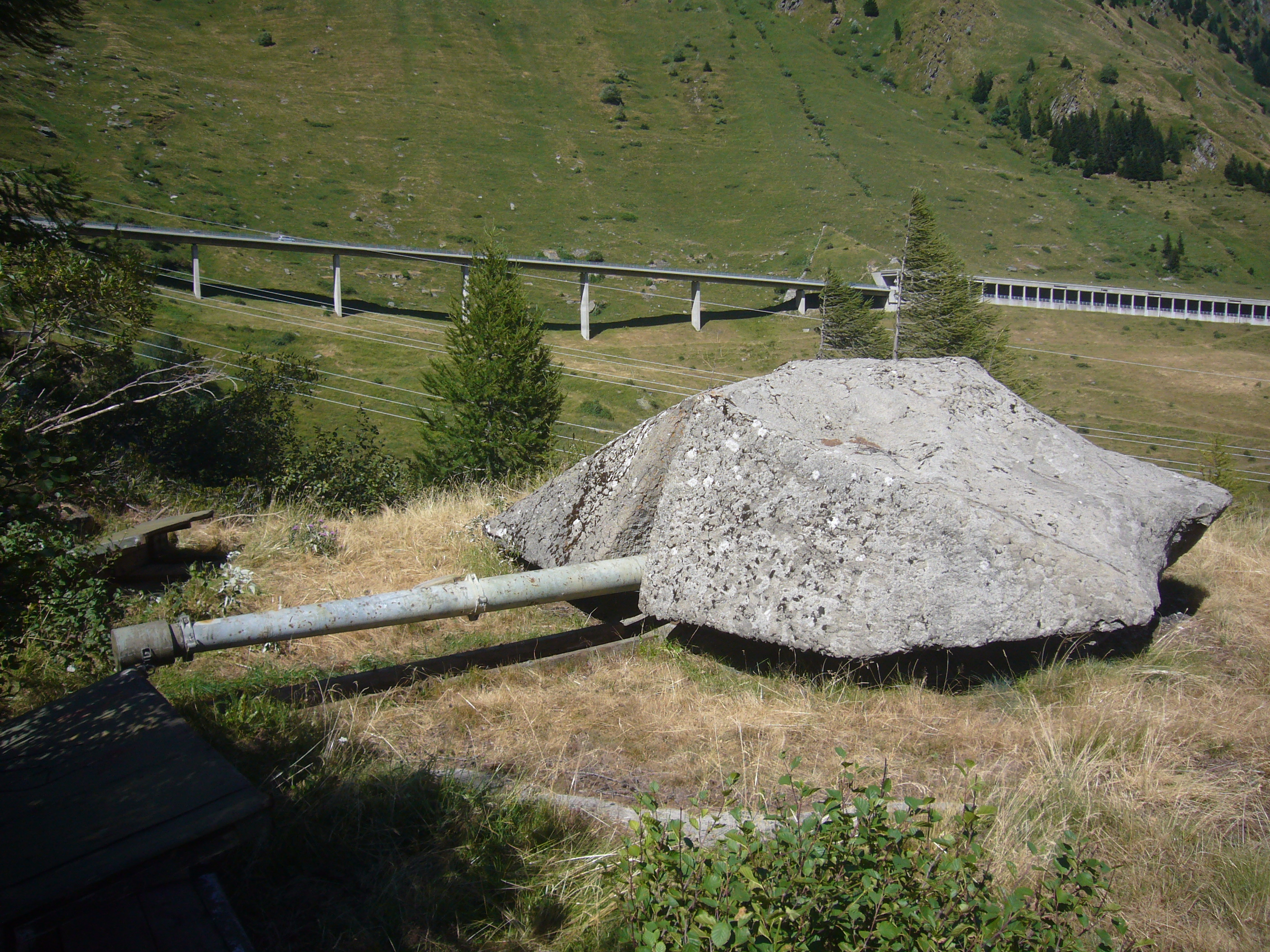
03 Artilleriefort Foppa Grande A 8370
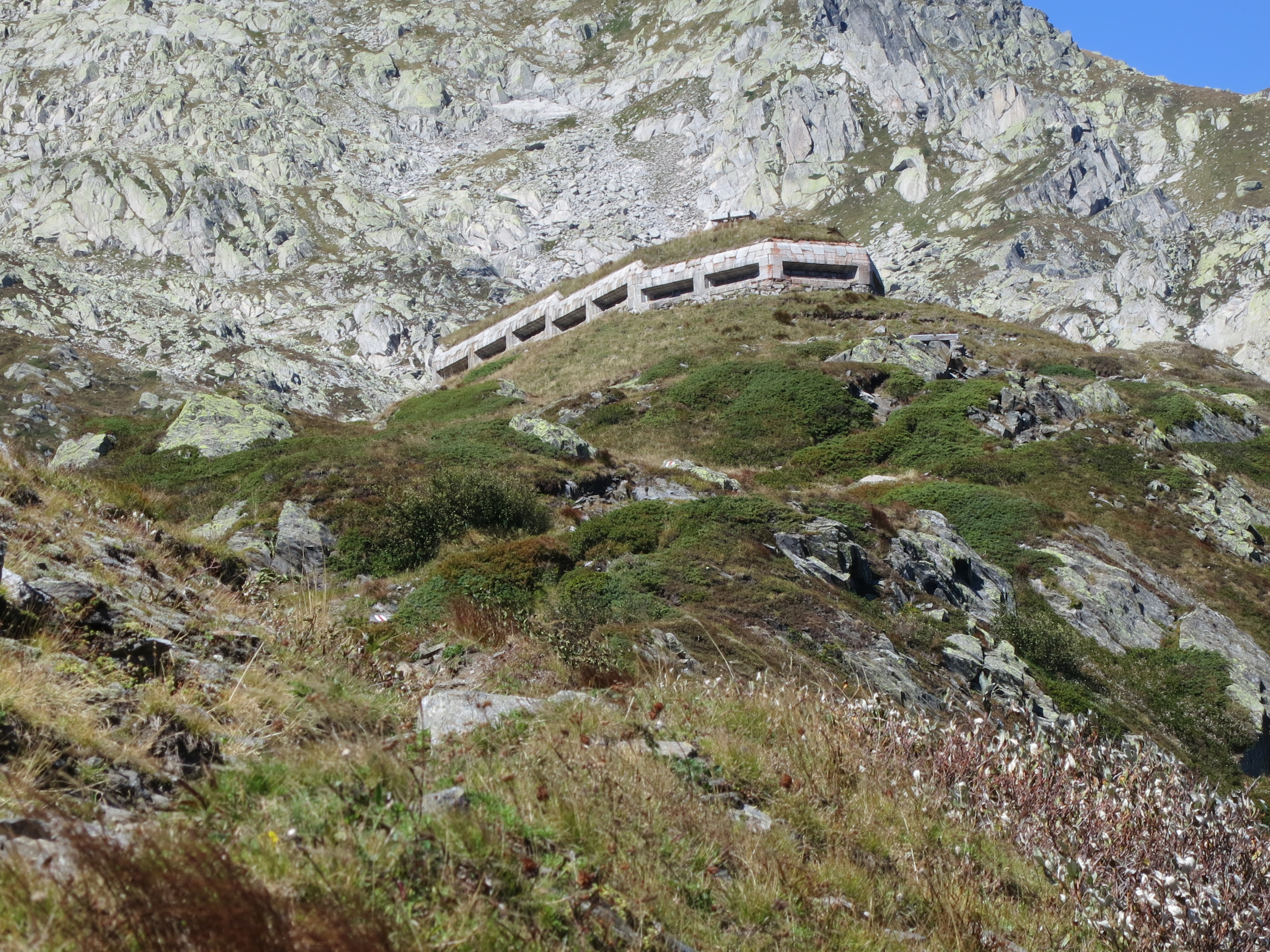
07 Infanteriebunker Fieudo oben A 8400
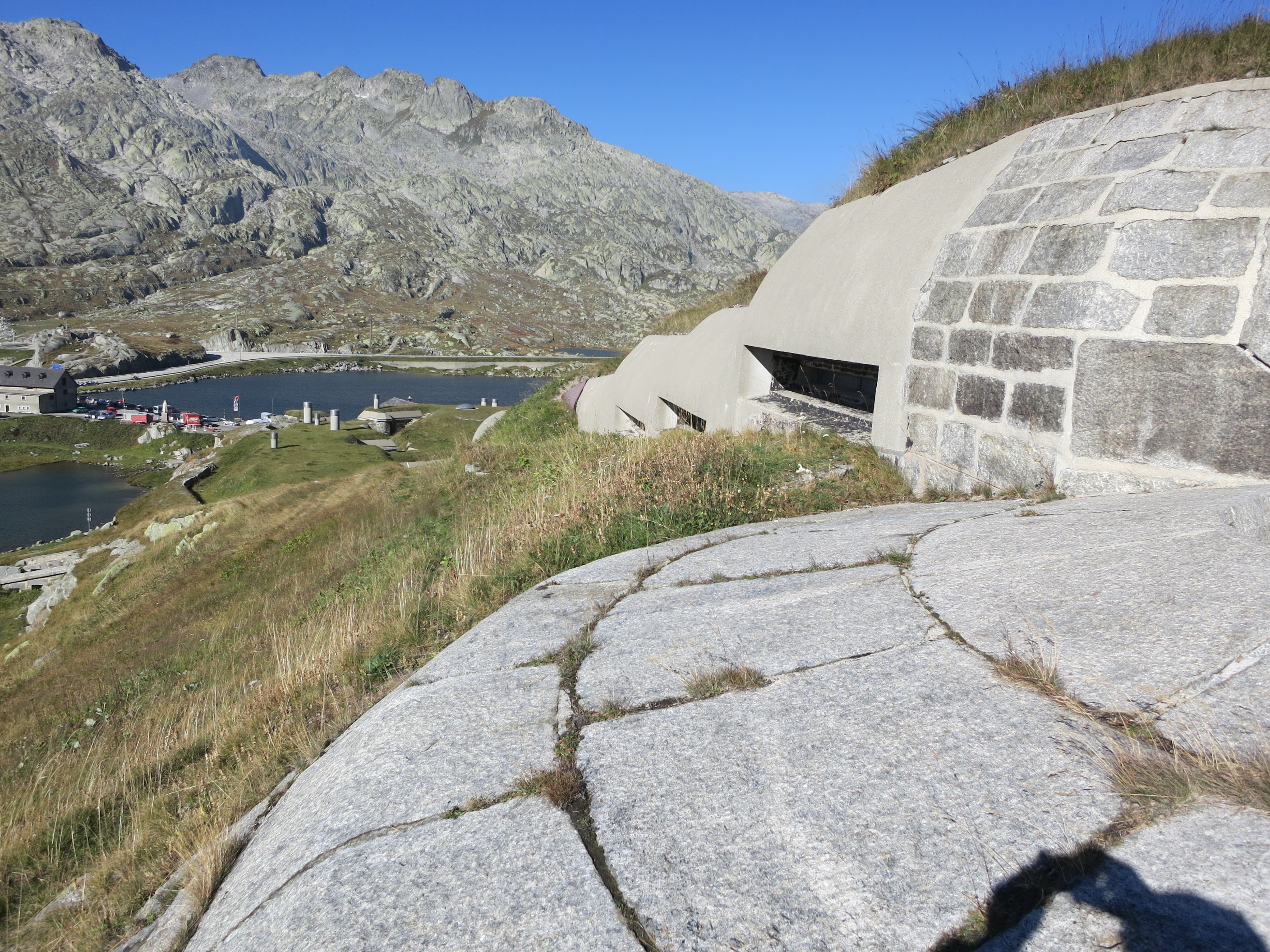
12 Hospizwerk San Gottardo B 9477

Der Bunkerwanderweg Nr. 10 San Giacomo führt an den Objekten der Sperrstelle San Giacomo vorbei.

## Festungsmuseen und Vereine
- Museum Forte Airolo, Airolo[18].
- Sasso San Gotthardo: Ausstellungen Themenwelten[19].
- Festungsmuseum Hospiz St. Gotthard[20]
- Ehemaligenverein Festungsbrigade 23[21].